# انجیرک ۱ (ایرندگان)
انجیرک ۱ یک روستا در ایران است که در بخش ایرندگان شهرستان خاش در استان سیستان و بلوچستان واقع شده‌است. انجیرک ۱ ۱۹ نفر جمعیت دارد.

## جمعیت
این روستا در دهستان کهنوک قرار دارد و براساس سرشماری مرکز آمار ایران در سال ۱۳۸۵، جمعیت آن ۱۹ نفر (۶ خانوار) بوده‌است.